# Jámový zvedák
Jámový zvedák, též kanálový zvedák, je zařízení používané zejména v autoservisech a stanicích technických kontrol. Jámový zvedák je určený k částečnému zvedání osobních i nákladních automobilů, autobusů a nebo částí motorových vozidel (nápravy, motoru, převodovky) při jejich opravách. Jámový zvedák je umístěn na pojezdu. Ten se vyrábí převážně podle rozměrů montážní jámy, po které se bude pohybovat. Volba druhu pohonu jámového zvedáku (například pneumaticko-hydraulický, elektro-hydraulický, ruční hydraulický) je závislá především na vytížení zařízení v průběhu pracovní doby.